# Beneficiant
De beneficiant of soms ook wel rector geheten, was verbonden aan een beneficie. Hij zorgde ervoor dat aan een bepaald (zij-)altaar een aantal missen werden gelezen op vastgestelde uren en dagen. De vergoeding daarvoor ontving hij van giften die de mensen aan het altaar schonken. In de collegiale kerken werd die taak meestal vervuld door een kanunnik, in de parochiale kerken door een priester.